# HVV Laakkwartier
HVV Laakkwartier is een zondagamateurvoetbalclub in de Haagse (volks)wijk Laakkwartier. Ze is opgericht op 1 juni 1920 en speelt in dezelfde Haagse wijk aan de Jan van Beersstraat. De clubkleuren zijn rood en zwart.

## Oprichting en prille begin
Vermoedelijk startte HVV Laakkwartier haar activiteiten doordat een aantal klanten van een kapperszaak onderling een voetbalwedstrijdje hadden gespeeld. Deze beviel waarschijnlijk zo goed dat men besloot op 1 juni 1920 een voetbalclub op te richten: HVL, wat staat voor Haagsche Voetbalvereniging Laakkwartier. Op 16 maart 1921 besloot HVL toe te treden tot de HVB (Haagsche Voetbal Bond); een besluit dat nodig was om in competitieverband in het Haagse met andere voetbalclubs te mogen wedijveren. Het ging de verse club voor de wind want in 1922 speelden er al drie seniorenelftallen en in 1923 was dit gegroeid tot tachtig leden en 146 donateurs. De clubkleuren werden toen ook vastgesteld: zwart en rood geblokt shirt en zwarte broek. (Indien men een speler van voren aankijkt is het linksbovenste vlak rood, verdeeld in vier even grote blokken.)
Tot 1932 had Laakkwartier om de paar jaar een andere speelplek: eerst aan de van Vredenburchweg in Rijswijk (niet ver van de huidige locatie) en er werd ook nog gespeeld aan de Schimmelweg. Deze laatste locatie is feitelijk in de Haagse wijk Spoorwijk en jarenlang daarna bespeeld geweest door de voetbalclub Oranje Blauw. In 1926 promoveerde het eerste elftal van Laakkwartier naar de NVB (Nederlandsche Voetbal Bond), de voorloper van de KNVB, waarna in 1929 naar de 4de klasse van de KNVB werd gepromoveerd.

## Jaren 1930 en de oorlogstijd
In 1932 verhuisde Laakkwartier naar de Fruitweg, niet zo ver uit Laakkwartier zelf maar toch erbuiten. De crisistijd was zwaar. Velen hadden geen geld meer voor het lidmaatschap, voetbalkleding en reisgeld. Vooral clubs uit de volkswijken werden getroffen omdat juist in die wijken de werkloosheid enorm groeide. Bij de amateurclubs uit de betere Haagse wijken speelde dit minder. Clubs als HBS, Quick en VUC kenden deze problemen veel minder.
Ook de speelvelden aan de Fruitweg bevielen slecht en de club kreeg de gelegenheid te verhuizen naar haar eigen wijk omdat er in de bouw van de wijk (naar een uitbreidingsplan van de architect Berlage) ruimte was achter de Goeverneurlaan bij de Aarnout Drostlaan. De ingang kwam aan de Janssoniusstraat. Op het nieuwe terrein kreeg Laakkwartier liefst drie velden en ondanks de tijd groeide de club tot 308 leden in 1938. Sindsdien heeft Laakkwartier deze accommodatie als thuisbasis. In 1940 werd Laakkwartier kampioen maar feest kon er door het uitbreken van de Tweede Wereldoorlog niet worden gevierd. In 1940 richtte Laakkwartier een honkbalafdeling op; deze hield het tot het jaar 2001 vol.

## Periode na 1945
De club bloeide na het einde van de oorlog als nooit tevoren en in 1949 en in 1950 miste de club op een haar na promotie naar de 2de klasse KNVB. Grote supporterslegioenen trokken mee naar uitwedstrijden. Het duurde tot 1957 voordat Laakkwartier de felbegeerde promotie naar de 2de klasse binnensleepte. Het jaar 1958 was een sportief hoogtepunt: promotie naar de 1ste klasse KNVB: het hoogst haalbare amateurniveau in die tijd. Laakkwartiers eerste elftal trok toen toeschouweraantallen waar de kleine clubs in de huidige Jupiler League jaloers op zouden zijn.
In het midden van de jaren zestig beleefde Laakkwartier een sportieve achteruitgang. In fases werd meerdere keren gedegradeerd tot in de 4de klasse KNVB toe: in 1978. Even dreigde zelfs degradatie naar de onderafdeling (de huidige 5de klasse) van de HVB. In de jaren tachtig krabbelde Laakkwartier onder de bezielende trainersleiding van Haags voetbalicoon Aad Mansveld, die ook jaren een sportzaak had op de Haagse De Genestetlaan/Willem Jonckbloetplein, weer op naar de 3de klasse. Dit was echter niet voor lang. Eind jaren tachtig en in de jaren negentig behaalde Laakkwartier meer dan gemiddelde successen: 1989 en 1998 promotie naar de 3de klasse, 2000 promotie naar de 2de klasse, 2006 kampioen en promotie naar de 1ste klasse. Direct in het volgende seizoen degradeerde de club daar uit. In het seizoen 2010/11 speelde de club in de 2de klasse. Sinds seizoen 2012/13 komt Laakkwartier uit in de 3de klasse.
In het seizoen 2015/16 heeft de club ook een zaterdagteam actief. Deze komt uit in de 4de klasse zaterdag (2018/19).
Sinds 2005 geeft de voetbalclub doordeweeks ook gratis voetballes aan schoolkinderen.

## Competitieresultaten 2016–heden (zaterdag)
| 12 4B |

| 7 4B |

| 5 4D |

| 9 4C |

| 9* 4D |

| 12 4D |

|  |

| 10 3B |

| 10 3B |

| 14 3F |

- = Dit seizoen werd stopgezet vanwege de uitbraak van het coronavirus. Er werd voor dit seizoen geen officiële eindstand vastgesteld.

| Tweede divisie | Derde divisie | Vierde divisie | Eerste klasse |
| Tweede klasse  | Derde klasse  | Vierde klasse  | Vijfde klasse |

## Competitieresultaten 1927–2022 (zondag)
| 2 4A |

| 5 4B |

| 2 4A |

| 6 3A |

| 2 3B |

| 4 3B |

| 7 3A |

| 5 3A |

| 4 3A |

| 6 3B |

| 5 3B |

| 2 3C |

| 2 3C |

| 1 H |

| 1 3A |

| 10 2A |

| 1 3B |

| 1 3B |

|  |

| 2 3B |

| 2 3B |

| 3 3D |

| 2 3B |

| 1 3C |

| 3 3A |

| 3 3B |

| 8 3B |

| 6 3B |

| 5 3A |

| 4 3B |

| 1 3B |

| 1 2A |

| 8 1A |

| 5 1A |

| 9 1C |

| 7 1B |

| 6 1B |

| 10 1B |

| 11 1B |

| 2 2A |

| 2 2A |

| 2 2A |

| 4 2A |

| 9 2A |

| 12 2A |

| 1 3A |

| 10 2A |

| 12 2A |

| 7 3B |

| 10 3C |

| 10 3B |

| 11 3A |

| 9 4B |

| 10 4B |

| 8 4C |

| 1 4C |

| 8 3B |

| 10 3B |

| 9 3A |

| 12 3B |

| 6 4C |

| 1 4C |

| 1 4C |

| 3 3B |

| 6 3B |

| 12 3B |

| 5 4C |

| 4 4D |

| 3 4D |

| 8 4B |

| 2 4C |

| 1 4B |

| 2 3B |

| 1 3B |

| 5 2C |

| 4 2D |

| 8 2D |

| 5 2C |

| 6 2C |

| 1 2C |

| 12 1B |

| 10 2C |

| 7 3C |

| 2 3C |

| 12 2C |

| 6 3C |

| 8 3C |

| 5 3C |

| 1 3C |

| 1 2C |

| 12 1B |

| 12 2C |

| 10 2C |

| 8* 2C |

| 4* 2C |

| 12 2D |

| Eerste klasse | Tweede klasse | Derde klasse | Vierde klasse | Noodcompetitie |

In elke staaf van de grafiek staat van boven naar beneden vermeld: 
- Eindnotering

Dit is de positie die de club heeft bereikt in de competitie, zonder eventuele beslissings-, play-off- of nacompetitiewedstrijden die nodig zijn geweest om bijvoorbeeld de kampioen van de competitie te bepalen.
Indien een * achter het getal staat is de notering een tussenstand en kan het zijn dat de notering niet overeenkomt met de uiteindelijke eindstand van de competitie.
Staat er een - dan is het seizoen nog bezig en is er geen definitieve uitslag bekend.
Staat er xx op de positie van de notering, dan heeft de club vroegtijdig de competitie verlaten. Dit kan onder andere komen door terugtrekking van het team, faillissement van de club of door een uitgedeelde straf van de KNVB. In veel gevallen staat elders in het artikel de reden vermeld.
Staat er een ? dan is het resultaat uit het verleden onbekend, en is alleen de competitie of het niveau bekend van dat seizoen.
In de seizoenen 2019/20 en 2020/21 werd wegens de coronacrisis het amateurvoetbal afgebroken. Daardoor kennen deze staven geen eindklassering (middels -- weergegeven).
- Competitieniveau en afdelingsletter of Officiële eindstand Eredivisie
  - Competitieniveau en afdelingsletter

Hierbij geeft het getal het niveau weer, dat ook terug te vinden is in de legenda. De letter is de afdelingsaanduiding en wordt gebruikt wanneer er meer afdelingen zijn op hetzelfde niveau. De afdelingsletter is altijd een hoofdletter en wordt meestal zonder nummer gebruikt.
Voorbeeld: 2F is niveau 2e klasse competitie F.
Het competitieniveau en nummer wordt niet vermeld wanneer er slechts één competitie van dit niveau was.
  - Officiële eindstand Eredivisie (getal staat tussen haakjes vermeld)

Sinds de introductie van play-offwedstrijden voor Europees voetbal na afloop van de reguliere competitie in 2005/06, is de KNVB verplicht een eindstand van de Eredivisie door te geven aan de UEFA aan de hand van deze play-offwedstrijden.
Bij deze eindstand staan clubs die zich hebben gekwalificeerd voor Europees voetbal hoger dan clubs die zich niet wisten te kwalificeren. Indien er geen verschil was tussen de eindnotering en de officiële eindstand, staat dit getal niet vermeld.

- Onderafdeling

Hier staat afgekort de naam van de onderafdeling indien de club in dat jaar in een onderafdeling uitkwam. Tevens staat deze afkorting in de legenda en wordt gelinkt naar het artikel over deze onderafdeling. Deze afkorting wordt alleen vermeld wanneer de club in het verleden in verschillende onderafdelingen heeft gespeeld. Deze vermelding is in de staaf altijd in kleine letters. Deze onderafdelingen zijn na het seizoen 1995/96 afgeschaft. Heeft de club in slechts één onderafdeling gespeeld, dan is dit alleen terug te vinden in de legenda.
Onder de staaf staat het jaartal vermeld waarin het seizoen is afgesloten. 15 verwijst naar het seizoen 2014/15 of eventueel het seizoen 1914/15.
Wanneer een staaf leeg is, zijn deze gegevens niet bekend. Het kan ook zijn dat de club dat seizoen niet heeft meegespeeld op het hogere amateurniveau, vroegtijdig de competitie heeft verlaten of uit de competitie is gezet.

In het seizoen 1944/45 was er wegens de Tweede Wereldoorlog geen regulier competitievoetbal.

## Bekende (oud-)spelers
- Michel Adam (Jeugd)
- Chovanie Amatkarijo
- Danny Bakker (Jeugd)
- Hamza Boukhari
- Jerrel Hak (Jeugd)
- Leo Schellevis
- René Stam

## Bekende (oud-)trainers
- Henk den Boer